# Kong Frederik VIII's Proklamation
Orfeus og Eurydike je dánský němý film z roku 1906. Režisérem je Peter Elfelt (1866–1931). Film trvá zhruba 1 minutu.

## Děj
Film zachycuje Frederika VIII., jak je 30. ledna 1906 z úst premiéra Jensa Christiana Christensena prohlášen králem.